# WAKU WAKU (ラジオ番組)
『WAKU WAKU』（ワクワク）は、エフエム北海道（AIR-G'）で放送されているラジオ番組。

## 概要
曜日毎の日替わりテーマを元にパーソナリティがトークを繰り広げるカルチャー紹介型の帯番組。月曜を演劇・火曜を音楽・水曜を漫画アニメ・木曜を映画のテーマとして展開する。

## 出演者
- 坂口紅羽（ELEVEN NINES） - 月曜日担当
- 暁夢 - 火曜日担当
- 浦谷くじら（電人バンド） - 水曜日担当
- 御田真司 - 木曜日担当